# Oil (gruppo musicale)
Gli Oil sono una christian/thrash metal band statunitense proveniente dalla California, USA. Il gruppo è stato fondato da Ron Rinehart, ex-cantante dei Dark Angel, che si era appena convertito al Cristianesimo al Harvest Crusade. 
Altri membri della band erano Blake Nelson (chitarra) e Jason Vander Pal (batteria). Gli Oil debuttarono con l'omonimo album nel 1997; nel 2000 pubblicarono il secondo album Refine e nel 2003 il live Choice Cuts Off The Chopping Block.
Dal 2004 però, Ron Rinehart si allontanò dal gruppo, il quale è da allora alla ricerca di un nuovo cantante.

## Formazione
- Ron Rinehart - voce
- Blake Nelson - chitarra
- Jason Vander Pal - batteria

## Discografia
- 1997 - Oil
- 2000 - Refine
- 2003 - Choice Cuts Off The Chopping Block